# Perigallo (náutica)
En náutica, el perigallo es un aparejo o aparejuelo con que se mantiene suspendida alguna cosa, para su mejor disposición en el uso a que está destinada, como el que sostiene el centro de un toldo en forma de tienda, o el grátil de una vela de estay para que vaya bien orientada etc. y cuando para ello intermedia una araña, adquiere este título, esto es, perigallo de araña. 
En náutica, la perigallo (cargadera) son los cabos o aparejuelos que sirven para ayudar a suspender racamentos cuando se izan sus respectivas vergas, ya para tirar de ellos hacia abajo, cuando se arrían, a fin de facilitar la maniobra, y lo mismo se entiende de las bocas de cangrejos o vergas de las velas cangrejas. Además hay también otra especie de cargaderas que solo actúan horizontalmente; como son las de los toldos, etc.

## Descripción
El perigallo está hecho en la arana de la pena] o penol superior de la verga de mesana el cual va a la cabeza del mastelero de sobremesana, donde se hace firme un chicote. El otro pasa por un motoncico que está hecho en el cuello de dicho mastelero en la cara de popa y este chicote baja al pie de la mesana, por el cual se tesa y sirve de amantillo.